# Abucay
Abucay (Bayan ng Abucay) är en kommun i Filippinerna. Kommunen ligger på ön Luzon, och tillhör provinsen Bataan. Folkmängden uppgår till 39 880 invånare år 2015.
Abucay delas in i 9 barangayer.